# Norman Foster (regisseur)
Norman Foster (pseudoniem van Norman Hoeffer) (Richmond (Indiana), 13 december 1903 - Santa Monica (Californië), 7 juli 1976) was een Amerikaans acteur en filmregisseur.
Foster begon zijn carrière als acteur. Hij was onder meer te zien in de films No Limit (1931) en in State Fair (1933). Eind jaren 30 stopte hij met acteren al was hij later soms nog te zien in films en televisieprogramma's. 
Foster heeft onder andere films als The Sign of Zorro (1958), Kiss the Blood Off My Hands (1948), Woman on the Run (1950) en Journey into Fear (1943) geregisseerd.
Hij was tweemaal getrouwd. In 1928 huwde hij Claudette Colbert van wie hij in 1935 scheidde. In 1937 huwde hij actrice Sally Blane (een oudere zus van Loretta Young). Met Sally Blane bleef hij tot zijn dood getrouwd.
Foster stierf in 1976 aan de gevolgen van kanker.